# Breakthrough
《Breakthrough》是日本歌手、聲優平野綾名義的初次亮相的單曲CD。由King Records發售。

## 收錄曲
1. Breakthrough（作詞：江幡育子；作曲：TARAWO）
2. 一番星（作詞：mavie；作曲：上松範康）
3. Breakthrough（off vocal）
4. 一番星（off vocal）

## 商業搭配
- PlayStation 2遊戲《finalist（日语：ふぁいなりすと）》片頭曲#1
- PlayStation 2遊戲《finalist（日语：ふぁいなりすと）》片尾曲#2